# Жар-птица (балет)
Жар-птица (фр. L'Oiseau de feu, рус. Жар-птица) је балет у два чина Игора Стравинског из 1910. Аутор либрета је Михаил Фокин. Балет је имао премијеру 25. јуна 1910. на сцени Париске националне опере у извођењу трупе Руског балета (фр. Ballets Russes) под руководством Сергеја Дјагиљева. 
Балет је базиран на руском фолклору и легенди о жар-птици, која је и срећа и несрећа ономе ко је ухвати. 
Дјагиљев је изабрао двадесетосмогодишњег Стравинског да компонује музику за ансамбл Руског балета. Музика за балет Жар-птица је била велики успех Стравинског, и представља музичку прекретницу са почетка 20. века. Њихова сарадња се наставила у балетима Петрушка и Посвећење пролећа. 

## Радња
Балет Стравинског описује путовање главног јунака, царевића Ивана. Иван улази у чаробни крај Кошчеја Бесмртног. Лутајући његовим вртом Иван сусреће и лови жар-птицу. После тога жар-птица моли Ивана за свој живот и слободу и пристаје да му заузврат помогне. 
Иван онда угледа 13 принцеза и заљуби се у једну од њих. Следећег дана он пита Кошчеја за њену руку. Између њих двојице избије свађа и Кошчеј пошаље на Ивана магична створења. Жар-птица испуни своје обећање и зачара та створења тако да она почну да плешу „паклени плес”. Након тога створења и Кошчеј заспу. Жар-птица убије Кошчеја када се пробуди, а тиме нестаје чаробни крај и фантастична створења, док су се стварна места и особе поново појавиле. 